# The Brother from Another Planet
The Brother from Another Planet (Fratele de pe altă planetă) este un film american științifico-fantastic din 1984, scris și regizat de John Sayles⁠(d). În acest film cu buget redus, Joe Morton interpretează rolul titular al unui extraterestru prins pe Pământ. Filmul este în domeniul public.

## Prezentare
Un extraterestru mut aterizează cu nava sa pe insula Ellis. În afară de picioarele sale cu trei degete pe care le ține acoperite, el arată ca un om de culoare. El reușește să se amestece printre oamenii pe care îi întâlnește și se angajează în conversații unilaterale cu diverși locuitori ai orașului New York. Își găsește o locuință printr-o nouă cunoștință de la un bar din Harlem. Este capabil să vindece rănile și să repare mașinile punând mâna pe ele. El repară o mașină arcade, ceea ce duce la angajarea sa ca tehnician. Doi oameni în negru, care caută locul în care se află extraterestrul mut, încep să-l urmărească și să interogheze oamenii pe care i-a întâlnit. Ei vor să-l trimită înapoi pe planeta de pe care a scăpat.

## Distribuție
- Joe Morton – The Brother
- Rosanna Carter⁠(d) – West Indian Woman
- Ray Ramirez – Hispanic Man
- Yves Rene – Haitian Man
- Peter Richardson – Islamic Man
- Ginny Yang – Korean Shopkeeper
- Daryl Edwards – Fly
- Steve James⁠(d) – Odell
- Leonard Jackson⁠(d) – Smokey
- Ishmael Houston-Jones⁠(d) – Dancer
- Caroline Aaron⁠(d) – Randy Sue Carter
- Bill Cobbs⁠(d) –  Walter
- Maggie Renzi⁠(d) – Noreen
- Olga Merediz⁠(d) – Noreen's Client
- Tom Wright⁠(d) – Sam
- Minnie Gentry⁠(d) – Mrs. Brown
- Ren Woods⁠(d) – Bernice
- Reggie Rock Bythewood⁠(d) – Rickey
- John Sayles⁠(d) și David Strathairn – Men In Black
- Fisher Stevens – Card Trickster
- Dee Dee Bridgewater⁠(d) – Malverne Davis
- Giancarlo Esposito –  Man Being Arrested (nemenționat)

## Producție
Premisa filmului a apărut după o serie de vise pe care Sayles le-a avut în timpul filmului Lianna⁠(d), primul implicând un vânzător de mașini extraterestru numit Assholes from Outer Space, al doilea un film noir cu Bigfoot, iar cel de-al treilea și ultimul fiind despre un extraterestru care arată ca un bărbat de culoare în Harlem, căruia lui Sayles i-a plăcut cel mai mult și cuprinde elemente din celelalte două vise. El a scris prima versiune a scenariului în mai puțin de o săptămână.
Regizorul John Sayles a descris The Brother from Another Planet ca o experiență de asimilare a imigranților. A fost considerat „filmul E.T. de culoare”.
Sayles a cheltuit o parte din bursa sa MacArthur Fellows pentru „geniu”. Producția filmului a costat 350.000 de dolari americani.
Sayles a investit în The Brother from Another Planet banii dobândiți din vânzările prin cablu ale drepturilor de autor ale filmului Return of the Secaucus 7⁠(d) din 1980, de asemenea i-a investit la scrierea adaptării⁠(d) sale a romanului scriitoarei Jean M. Auel, The Clan of the Cave Bear⁠(d) și continuarea sa The Valley of Horses⁠(d).
A fost filmat în Harlem, cu o distribuție și o echipă predominant din afroamericani.

## Recepție critică
Variety a considerat The Brother from Another Planet un film „foarte amuzant, dar cu o progresie neregulată”; pe măsură ce continuă, filmul „ia o întorsătură destul de neplăcută și, în cele din urmă, confuză”.
Vincent Canby l-a numit „o poveste drăguță shaggy dog, care durează prea mult”, dar a evidențiat „interpretarea dulce, înțeleaptă și neagresivă a lui Joe Morton”.
Roger Ebert a acordat filmului trei stele și jumătate din patru, spunând că „filmul găsește nenumărate oportunități pentru scene pline de umor, majoritatea cu o mușcătură liniștită, o modalitate de a ne determina să ne uităm la societatea noastră”  și  că „folosind un personaj principal mut, [Sayles] este uneori capabil să exploreze anumite tipuri  de scene care nu au mai fost posibile de la moartea filmului mut”.
The A.V. Club⁠(d), într-o recenzie din 2003 a lansării pe DVD a filmului, a afirmat că scenele de supereroi ale filmului sunt „de multe ori neintenționat de prostești, dar, din nou, Sayles modelează o premisă captivantă într-o piesă mai subtilă, folosind statutul de „extraterestru” al lui Morton ca o modalitate de a întreba cine merită să fie numit străin într-o țară creată din străini”.
Paul Attanasio⁠(d) a scris: „Sayles nu este un povestitor; în ciuda vervei limbajului său, The Brother From Another Planet în cele din urmă cade sub propria sa greutate. Filmul ar fi beneficiat de o atenție sporită acordată vânătorilor de recompense, ale căror dificultăți față de cultura Harlemului ar fi echilibrat ciudata ușurință de asimilare a fratelui. În schimb, complotul ia o întorsătură centrifugă...”